# Hymenocallis durangoensis
Hymenocallis durangoensis är en amaryllisväxtart som beskrevs av Thaddeus Monroe Howard. Hymenocallis durangoensis ingår i släktet Hymenocallis och familjen amaryllisväxter. Inga underarter finns listade i Catalogue of Life.